# Kombinationsbus

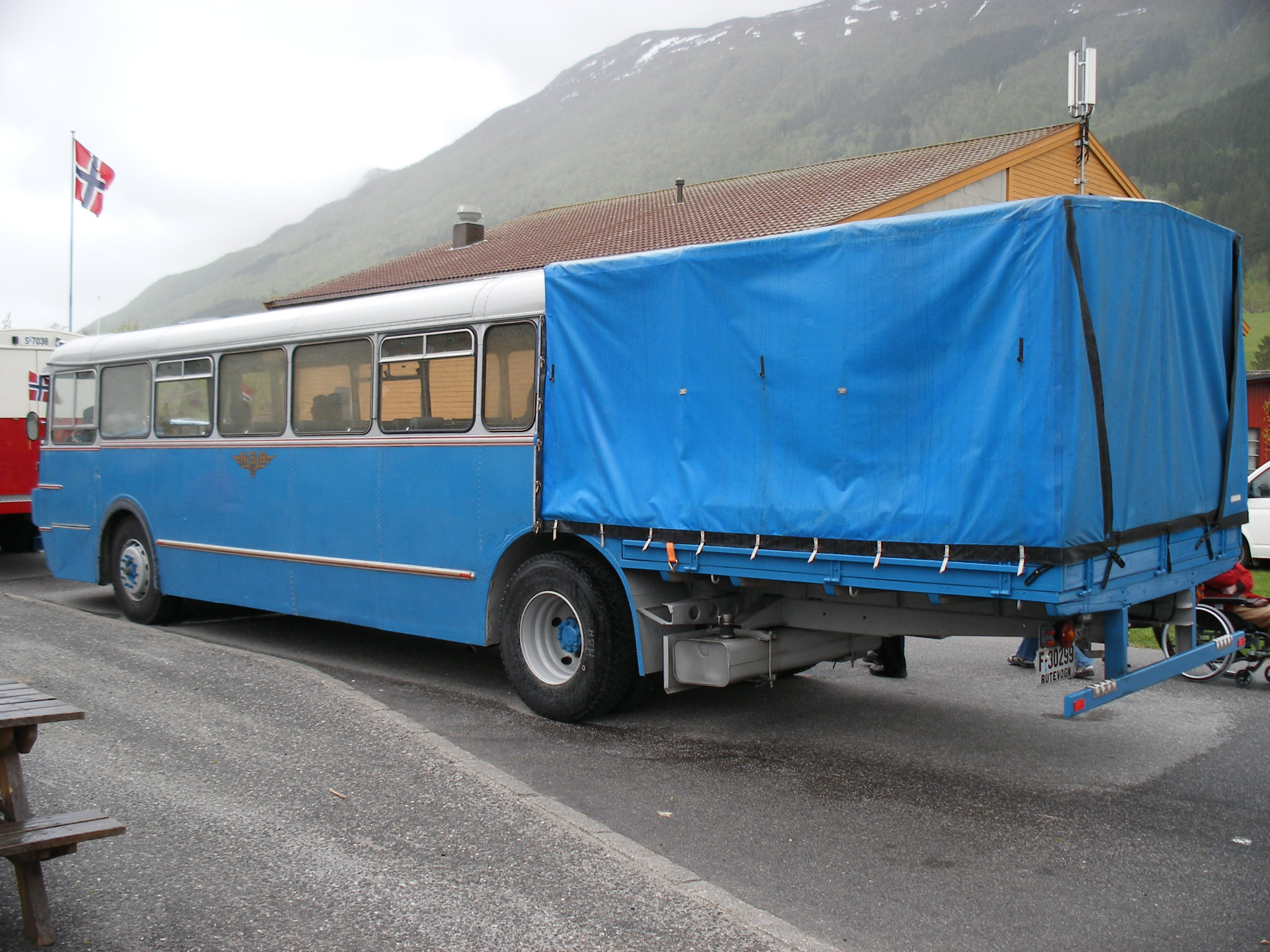
Norwegischer Volvo-Kombinationsbus der Norges Statsbaner

Ein Kombinationsbus ist ein Nutzfahrzeug, bei dem Elemente eines Omnibusses und eines Lastkraftwagens so miteinander verbunden sind, dass gleichzeitig oder abwechselnd Passagiere und Güter befördert werden können. Diese Fahrzeuge werden vorwiegend in dünn besiedelten Gegenden mit geringem Verkehrsaufkommen eingesetzt. Ebenfalls eine Kombination aus Omnibus und Lastkraftwagen stellen die sogenannten Sattelzugomnibusse dar, bei denen eine universell einsetzbare Zugmaschine mit einem speziellen Auflieger für die Personenbeförderung kombiniert wird.

## Geschichte

### Deutschland
Im Jahr 1907 bauten die Kässbohrer Fahrzeugwerke aus Ulm den weltweit ersten Kombinationsbus. Er konnte sowohl Personen als auch Güter befördern, indem die längs angebrachten Sitzreihen umgeklappt wurden. Für diese Mischung aus Omnibus und Lastkraftwagen besaß Kässbohrer ab 1910 ein Patent.
Der Kombinationsbus hatte eine Holzkarosserie, die auf einem Lastkraftwagen-Fahrgestell des Schweizer Nutzfahrzeugherstellers Saurer aus Arbon basierte. Erstmals stand dem Fahrer eine geschlossene abgeteilte Fahrerkabine zur Verfügung. Das Fahrzeug hatte 18 Sitz- und zehn Stehplätze. Der erste Kombinationsbus wurde von einem Gastwirt benutzt, um Bierfässer, bei Bedarf aber auch Personen zu transportieren. Ein Jahr später baute Kässbohrer einen Kombinationsbus mit einer Zwischenwand, bei dem die gepolsterten Einzelsitze im vorderen Abteil hochklappbar waren.
In ländlichen Regionen wird aktuell versucht, das Konzept wiederzubeleben. Ein entsprechendes Pilotprojekt, allerdings mit konventionellen Bussen, wurde im September 2012 in der Uckermark gestartet. Seit dem 30. Juni 2016 haben alle Verkehrsgesellschaften in Brandenburg die Möglichkeit, eine Förderung in Höhe von 70.000 Euro bei der Einführung des Kombibus-Ansatzes auf bestehenden Linien in ihrem Bediengebiet zu erhalten.

### Österreich
In Österreich verkehrten beim Oberleitungsbus Sankt Lambrecht speziell adaptierte Oberleitungslastkraftwagen, die auch der Personenbeförderung dienten. Hierzu besaßen sie eine geräumige Kabine mit sieben Sitzplätzen. Befördert wurden ausschließlich Werksangehörige der Dynamit Nobel AG.
Beim Postbus waren die letzten Kombibusse noch in den 1990er-Jahren im Einsatz. Es handelte sich dabei um zwei 1991/92 extra zu diesem Zweck gebaute Volvo/Steyr SVK 11 MUA285. In den 1980er-Jahren waren eine Handvoll Kombibusse des Typs Steyr 980 K im Einsatz. In den Jahrzehnten davor verkehrten Haubenbusse mit getrenntem Innenraum.

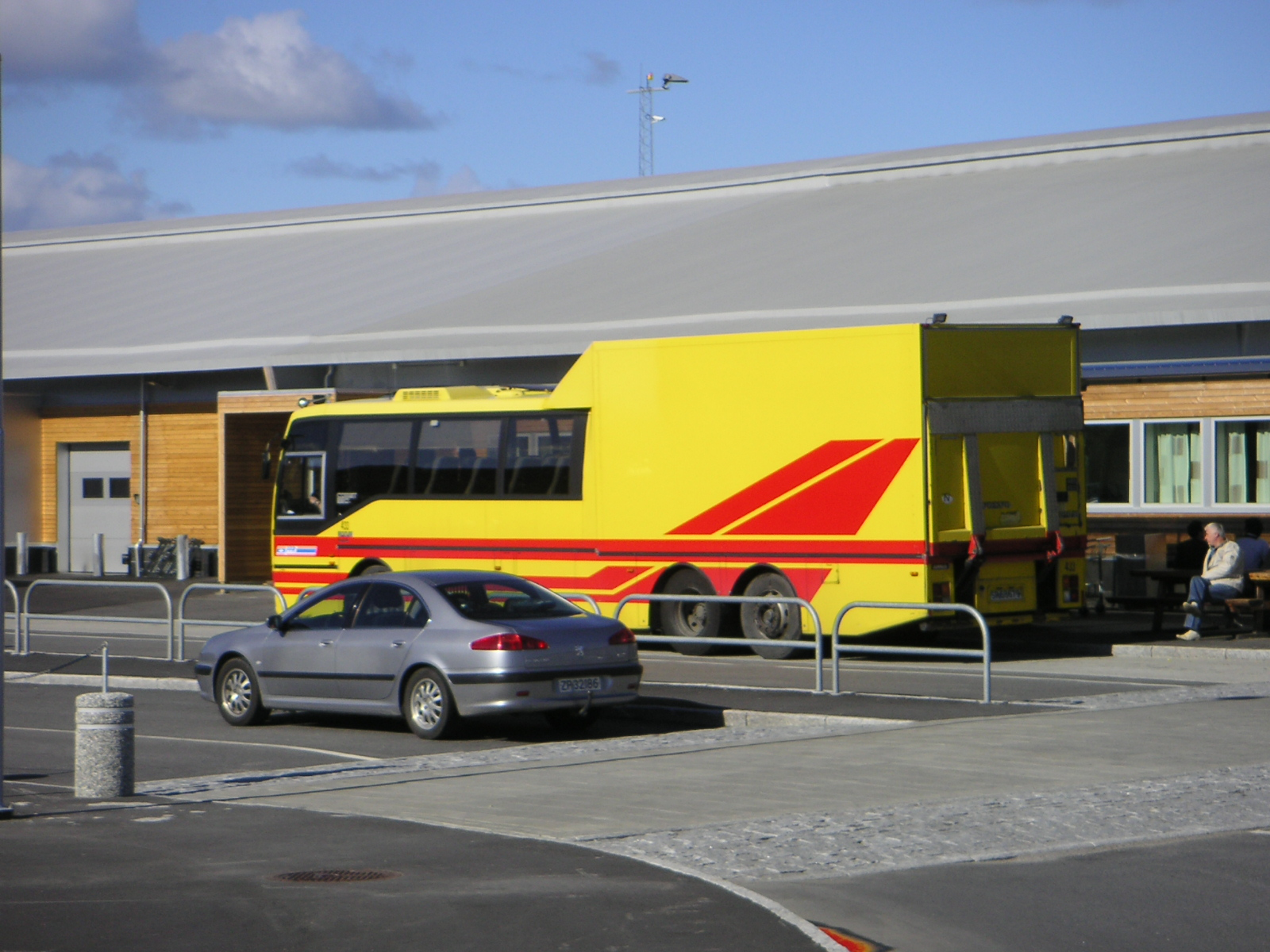
Moderner Bus mit Frachtraum in Norwegen

### Dänemark, Norwegen und Schweden
In Dänemark, Norwegen und Schweden werden kombinierte Nutzfahrzeuge aus Omnibus und Lastkraftwagen als Kombibuss bezeichnet. In Schweden ist auch die vom gleichnamigen Fabeltier abgeleitete Bezeichnung Skvader gebräuchlich.
Skvader wurden nach dem Zweiten Weltkrieg von Herstellern wie Scania-Vabis, Volvo oder Daimler-Benz hergestellt. Sie dienten vor allem für Post- sowie für Molkereitransporte. Skvader waren bis in die 1970er Jahre ein weit verbreitetes Beförderungsmittel in den ländlichen Gebieten Schwedens. Die Skvader wurden zumeist auf der Basis eines verlängerten Omnibus-Chassis gebaut und beförderten neben Milchkannen und anderen Gütern bis zu 17 (sitzende) Passagiere.
In den 1970er Jahren verschwanden die ursprünglichen Skvader zunehmend, nachdem die Molkereien begannen, sie durch Tankwagen zu ersetzen.

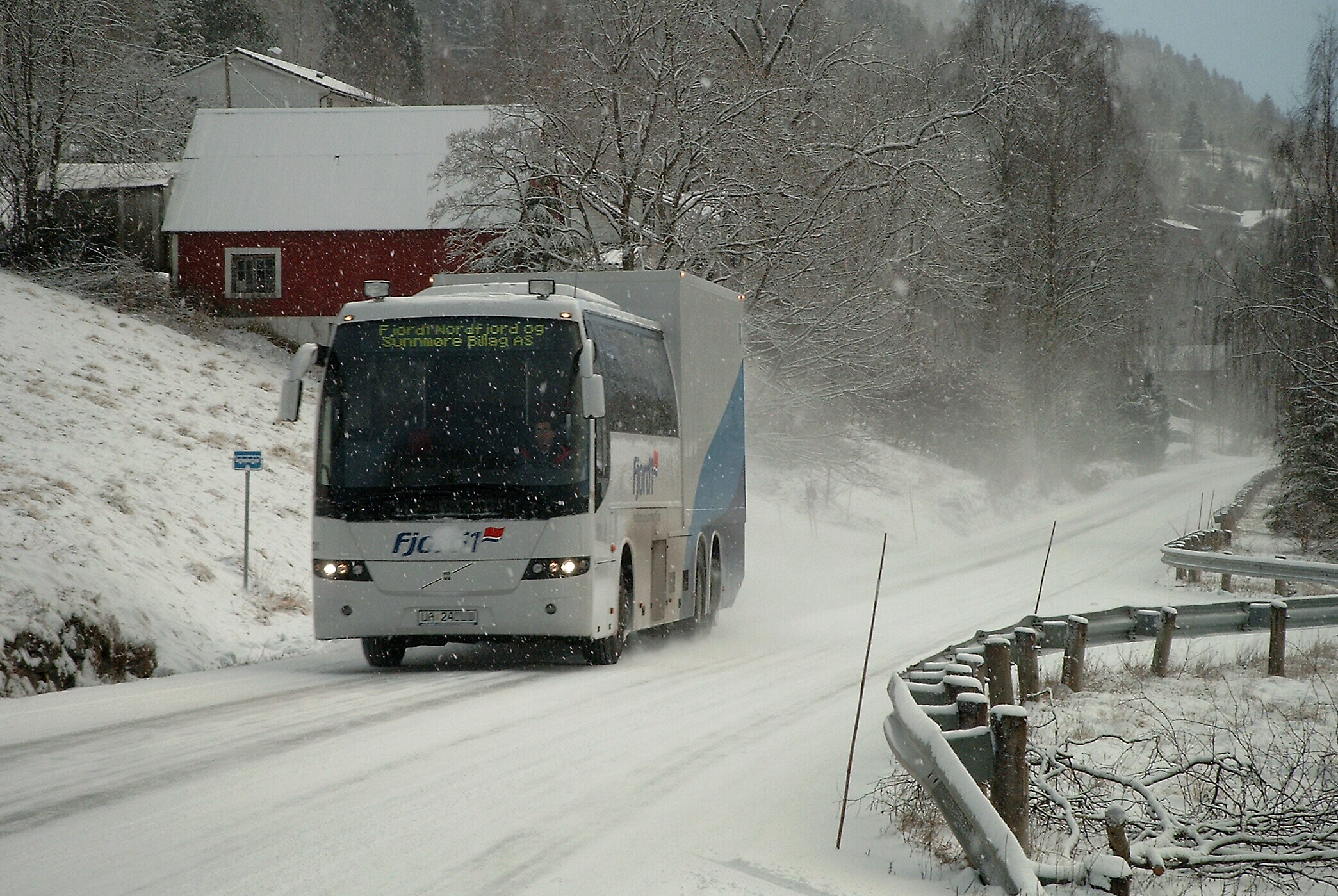
Norwegischer Volvo-Kombinationsbus von Fjord1 im Linienverkehr zwischen Olden und Stryn

Später wurden Fahrzeuge mit geschlossenem Frachtabteil in Reisebuslänge gebaut. Sie sind von hinten betrachtet Lastkraftwagen und von vorne betrachtet Reisebusse. Der Übergang zwischen der Buskarosserie zum gewöhnlichen bei Lastkraftwagen üblichen Kastenaufbau ist dabei nicht fließend, sondern gestaltet sich aus speziellen, aber zweckmäßigen Karosserieteilen auf einer Länge von nur wenigen Zentimetern. Die Länge des Frachtabteils beträgt je nach Typ zwischen wenigen Metern bis hin zur halben Fahrzeuglänge. Oft sind die Fahrzeuge mit einer Ladebordwand ausgestattet. In Norwegen werden sie im wenig besiedelten ländlichen Raum teilweise auch heute noch als Linienbusse eingesetzt.

### Australien
Die Western Australian Government Railways setzte ab 1949 kombinierte Passagier- und Frachtbusse ein, die als Passenger-Freighter bezeichnet wurden.

### Vereinigte Staaten
Die Great Northern Railway ließ beim Unternehmen Kenworth zwölf Kombinationsbusse bauen, um damit auf einer Nebenstrecke in Montana Triebwagen zu ersetzen. Diese wurden als Bruck, einem Kofferwort aus Bus und Truck, bezeichnet.

## Galerie

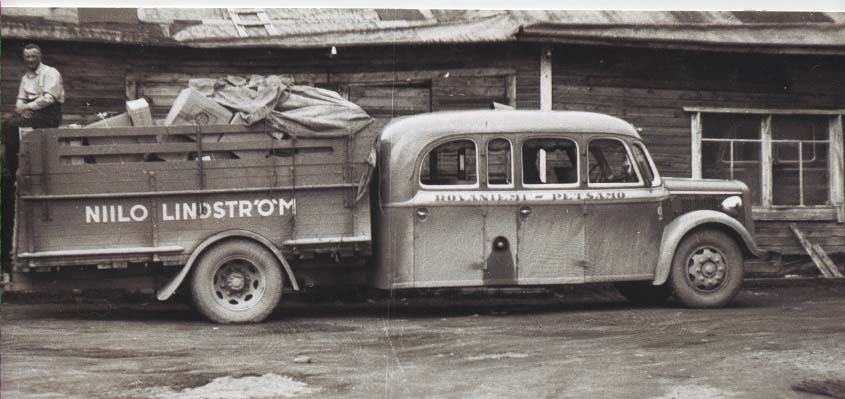
Finnischer Kombinationsbus, vor 1945
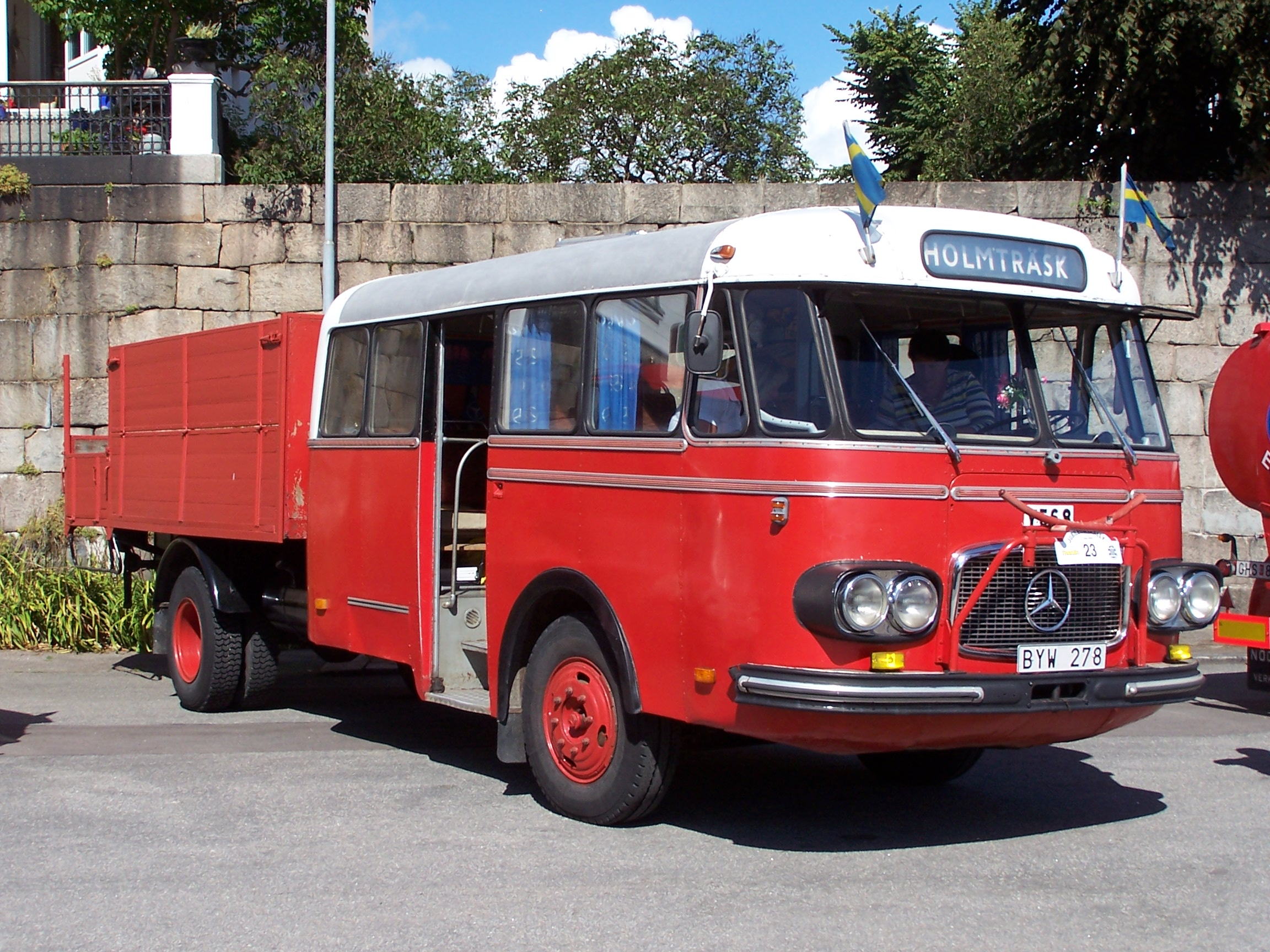
Mercedes-Benz LPO 322
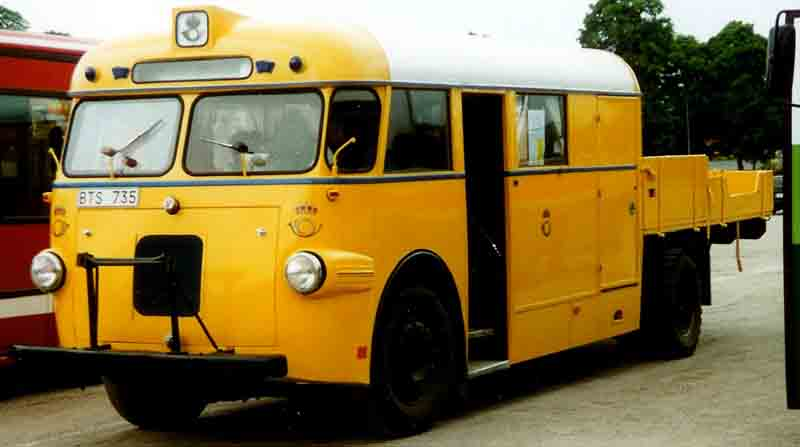
Schwedischer Post-Skvader
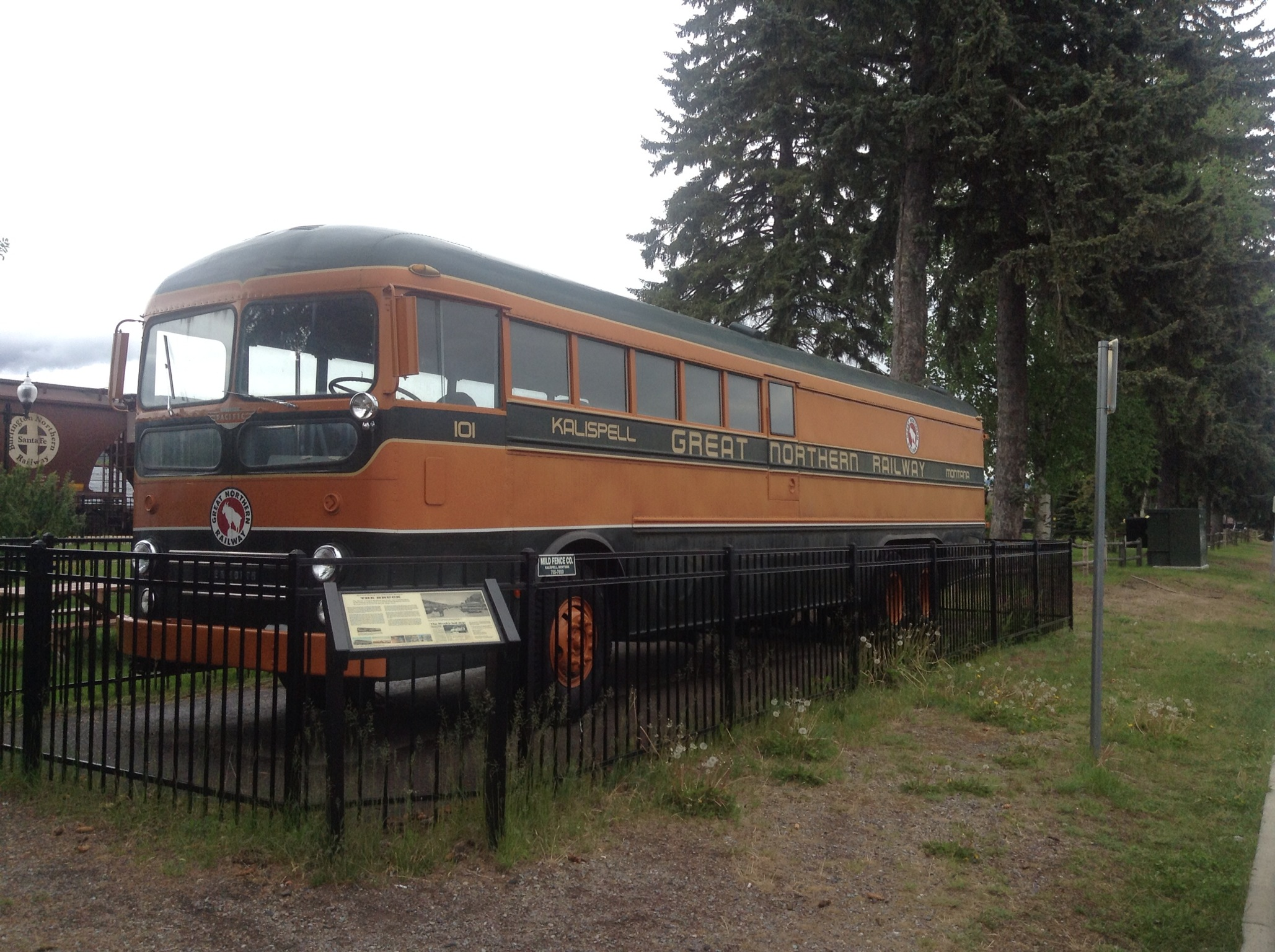
Kenworth Bruck der Great Northern Railway, Baujahr 1951
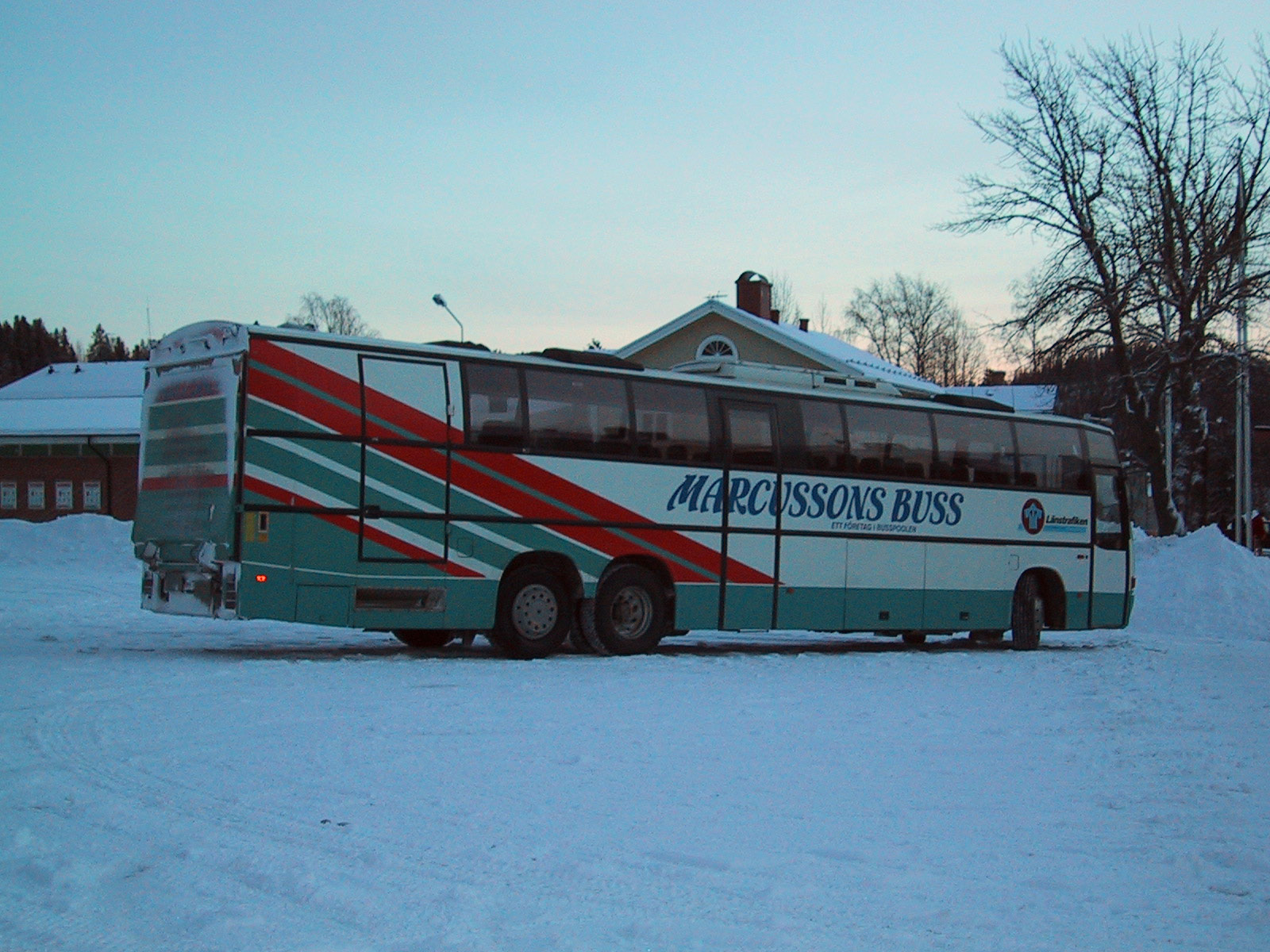
Skvader mit kleinerem Frachtabteil in Nordschweden
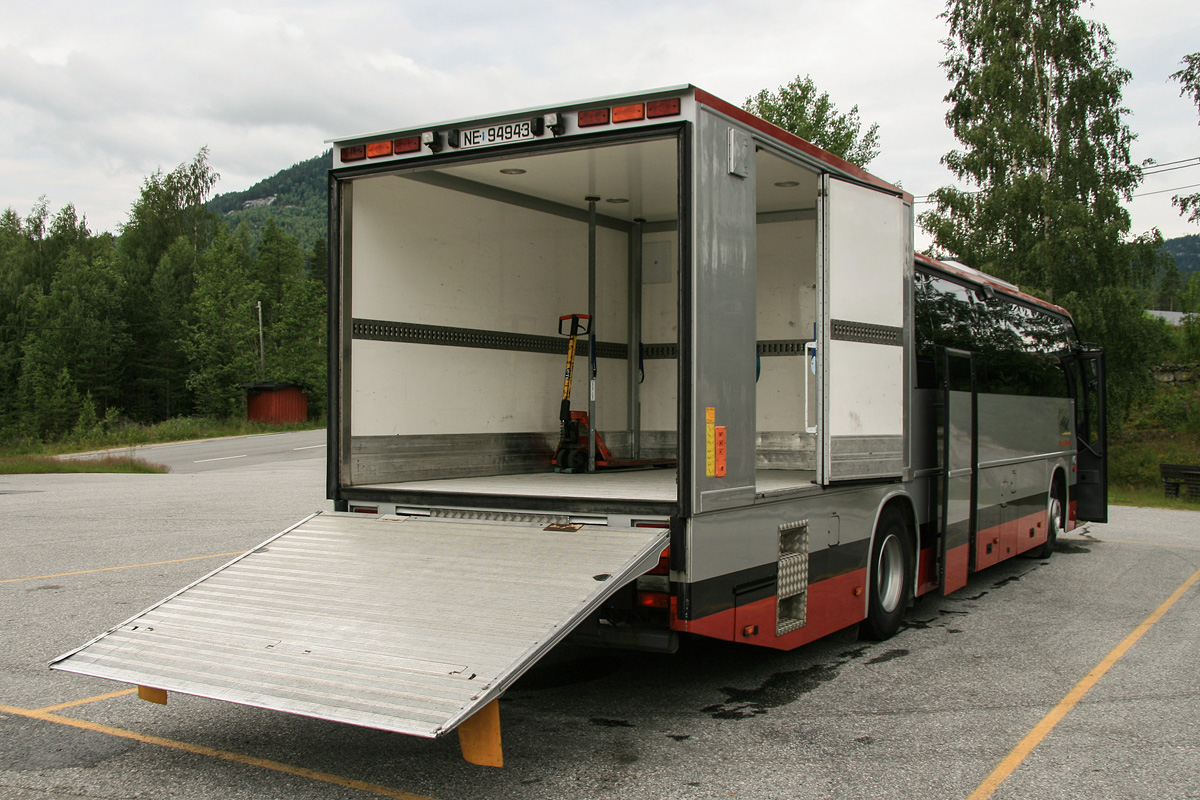
Volvo 9700S mit geöffnetem Frachtteil
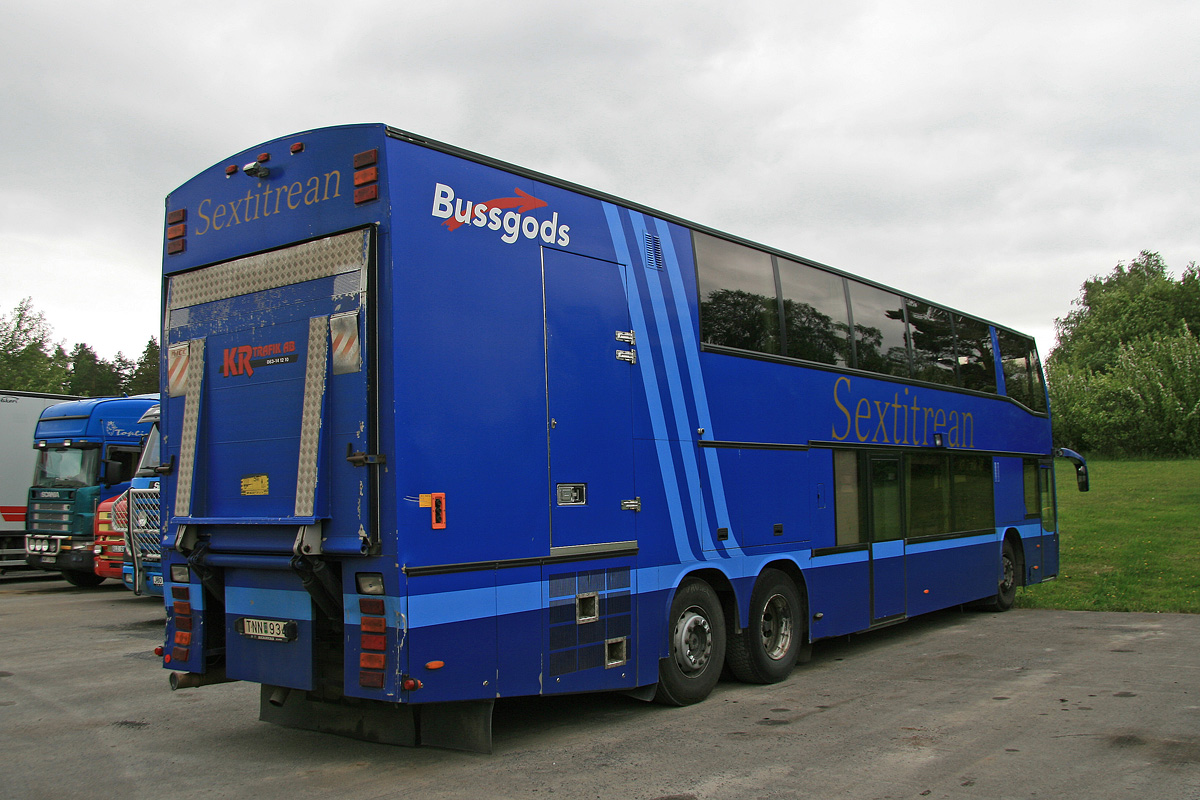
Doppeldecker-Kombinationsbus
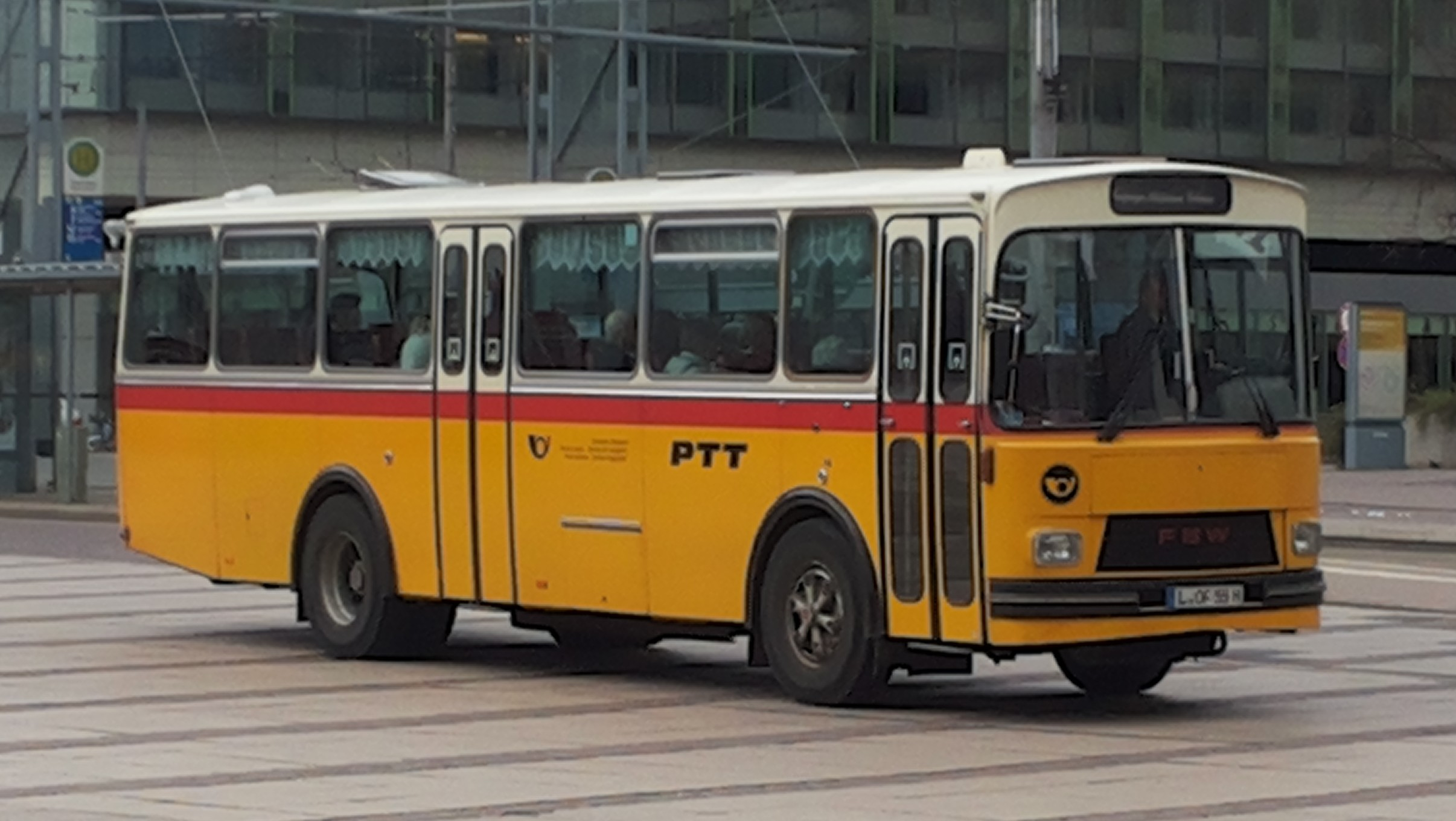
Der FBW 50U ist ein Linienbusmodell, das auch für die Beförderung von Postsachen gedacht war.